# Peel Association Football Club
Il Peel Association Football Club è una società calcistica di Peel, Isola di Man. Milita nella Premier League, la massima divisione del campionato nazionale.

## Storia
Fondato il 1º ottobre 1888, è il club più antico e che vanta più vittorie in ambito nazionale con 29 campionati vinti e 30 Manx FA Cup.

### Rosa 2011-2012
| N. |                         | Ruolo | Calciatore            |
| -- | ----------------------- | ----- | --------------------- |
| 1  | Galles (bandiera)       | P     | Morris Stuart         |
| 12 | Isola di Man (bandiera) | P     | Christian Kerron      |
| 3  | Isola di Man (bandiera) | D     | Cain Christopher      |
| 4  | Inghilterra (bandiera)  | D     | Brand Samuel          |
| 5  | Isola di Man (bandiera) | D     | Kelly Marc (capitano) |
| 23 | Isola di Man (bandiera) | D     | Corkill Steven        |
| 80 | Isola di Man (bandiera) | D     | Kelly Sean            |
| 17 | Isola di Man (bandiera) | D     | Harrison Liam         |
| 15 | Isola di Man (bandiera) | D     | Hawke Christopher     |

| N. |                         | Ruolo | Calciatore        |
| -- | ----------------------- | ----- | ----------------- |
| 6  | Inghilterra (bandiera)  | C     | Kelly Sean        |
| 7  | Isola di Man (bandiera) | C     | Costain Aaron     |
| 8  | Isola di Man (bandiera) | C     | Lace Robert       |
| 89 | Isola di Man (bandiera) | C     | Gale Lee          |
| 11 | Isola di Man (bandiera) | C     | Duggan Antony     |
| 45 | Isola di Man (bandiera) | C     | Megson Kevin      |
| 9  | Isola di Man (bandiera) | A     | Harrison Liam     |
| 10 | Inghilterra (bandiera)  | A     | Gallagher Calum   |
| 99 | Inghilterra (bandiera)  | A     | Hawke Christopher |

### Riserve
| N. |                         | Ruolo | Calciatore        |
| -- | ----------------------- | ----- | ----------------- |
| 35 | Isola di Man (bandiera) | A     | Bridges Dylan     |
| 36 | Abcasia (bandiera)      | A     | Azibu Edet        |
| 37 | Isola di Man (bandiera) | D     | Skillicorn Thomas |
| 39 | Isola di Man (bandiera) | A     | Parmar Louie      |
| 40 | Isola di Man (bandiera) | A     | Lowe Steven       |

| N. |                         | Ruolo | Calciatore   |
| -- | ----------------------- | ----- | ------------ |
| 43 | Gibilterra (bandiera)   | A     | Roberts Carl |
| 44 | Isola di Man (bandiera) | C     | Smith Gary   |
| 51 | Isola di Man (bandiera) | P     | Thomas Neal  |

### Staff Tecnico
- Allenatore: Peter Kennaugh
- Vice-Allenatore: Steven Corkill
- Team manager: Colin Hardman
- Allenatore dei portieri: Lucas Van Doruk
- Dottore del team: David Cain
- Massaggiatore: Neil Cain

## Palmarès
- First Division champions (29):

1896-97, 1906-07, 1921-22, 1931-32, 1932-33, 1933-34, 1934-35 1947-48, 1948-49, 1952-53, 1953-54, 1954-55, 1957-58, 1958-59, 1959-60, 1962-63, 1963-64, 1964-65, 1965-66, 1971-72, 1972-73, 1973-74, 1974-75, 1975-76, 1976-77, 1983-84, 1999-00, 2000-01, 2001-02, 2008-09
- Division Two (1):

1996-97
- Manx FA Cup (30):

1890-91, 1891-92, 1908-09, 1926-27, 1929-30, 1932-33, 1934-35, 1936-37, 1938-39, 1945-46, 1947-48, 1948-49, 1952-53, 1953-54, 1957-58, 1958-59, 1959-60, 1960-61, 1962-63, 1963-64, 1968-69, 1972-73, 1973-74, 1974-75, 1976-77, 1981-82, 1983-84, 1996-97, 1998-99, 2006-07
- Hospital Cup (5):

1989-90, 1990-91, 1996-97, 1998-99, 2009-10
- Railway Cup (4):

1998-99, 2002-03, 2006-07, 2007-08

### Squadra Riserve
- Junior Cup (11):

1955-56, 1965-66, 1976-77, 1997-78, 1991-92, 1997-98, 1998-99, 2005-06, 2007-08, 2008-09, 2009-10

### Squadra Femminile
La Squadra calcistica femminile del Peel A.F.C fondata nel 2000 milita attualmente nella Women's League Division One. La squadra è una delle più seguite della nazione ed è detentrice della Women's Association Cup e vice-campione nazionale.

### Rosa
| N. |                         | Ruolo | Calciatore      |
| -- | ----------------------- | ----- | --------------- |
| 1  | Isola di Man (bandiera) | P     | Abby Ceara      |
| 12 | Inghilterra (bandiera)  | P     | Bindy Chelsea   |
| 2  | Isola di Man (bandiera) | D     | Marge Hogheland |
| 3  | Isola di Man (bandiera) | D     | Michael Vilston |
| 4  | Isola di Man (bandiera) | D     | Eden Dot        |
| 33 | Irlanda (bandiera)      | D     | Gia De Biasio   |
| 5  | Isola di Man (bandiera) | C     | Ina Jada        |
| 6  | Isola di Man (bandiera) | C     | Fay Erin        |

| N. |                         | Ruolo | Calciatore        |
| -- | ----------------------- | ----- | ----------------- |
| 7  | Jersey (bandiera)       | C     | London Hebe       |
| 8  | Isola di Man (bandiera) | C     | Jada Hatty        |
| 9  | Isola di Man (bandiera) | A     | Gilberta Gilligan |
| 10 | Isola di Man (bandiera) | A     | Flo Em            |
| 11 | Isola di Man (bandiera) | A     | Elicia Dreda      |
| 22 | Jersey (bandiera)       | D     | Corin Debstey     |
| 24 | Isola di Man (bandiera) | C     | Chloe Belle       |
| 99 | Isola di Man (bandiera) | C     | Anona Biddy       |

### Staff Tecnico
- Allenatore: Anna McMaus
- Vice-Allenatore: Miley Young
- Team manager: Colin Hardman
- Allenatore dei portieri: Lucas Van Doruk
- Dottore del team: David Cain
- Massaggiatore: Neil Cain

### Palmarès
- Women's League Division One (3):

2004-05, 2008-09, 2009-10
- Women's League Division Two (1):

2002-03
- Women's Association Cup (4):

2002-03, 2005-06, 2007-08, 2009-10, 2010-11
- H.S.B.C. Women's Cup (1):

2003-04